# Vurste
Ne doit pas être confondu avec Wurst.
Vurste est une section de la commune belge de Gavere située en Région flamande dans la province de Flandre-Orientale. C'était une commune à part entière avant la fusion des communes de 1977.

## Démographie

### Évolution démographique
- Sources : INS, Rem. : 1831 jusqu'en 1970 = recensements, 1976 = nombre d'habitants au 31 décembre[2].

## Patrimoine

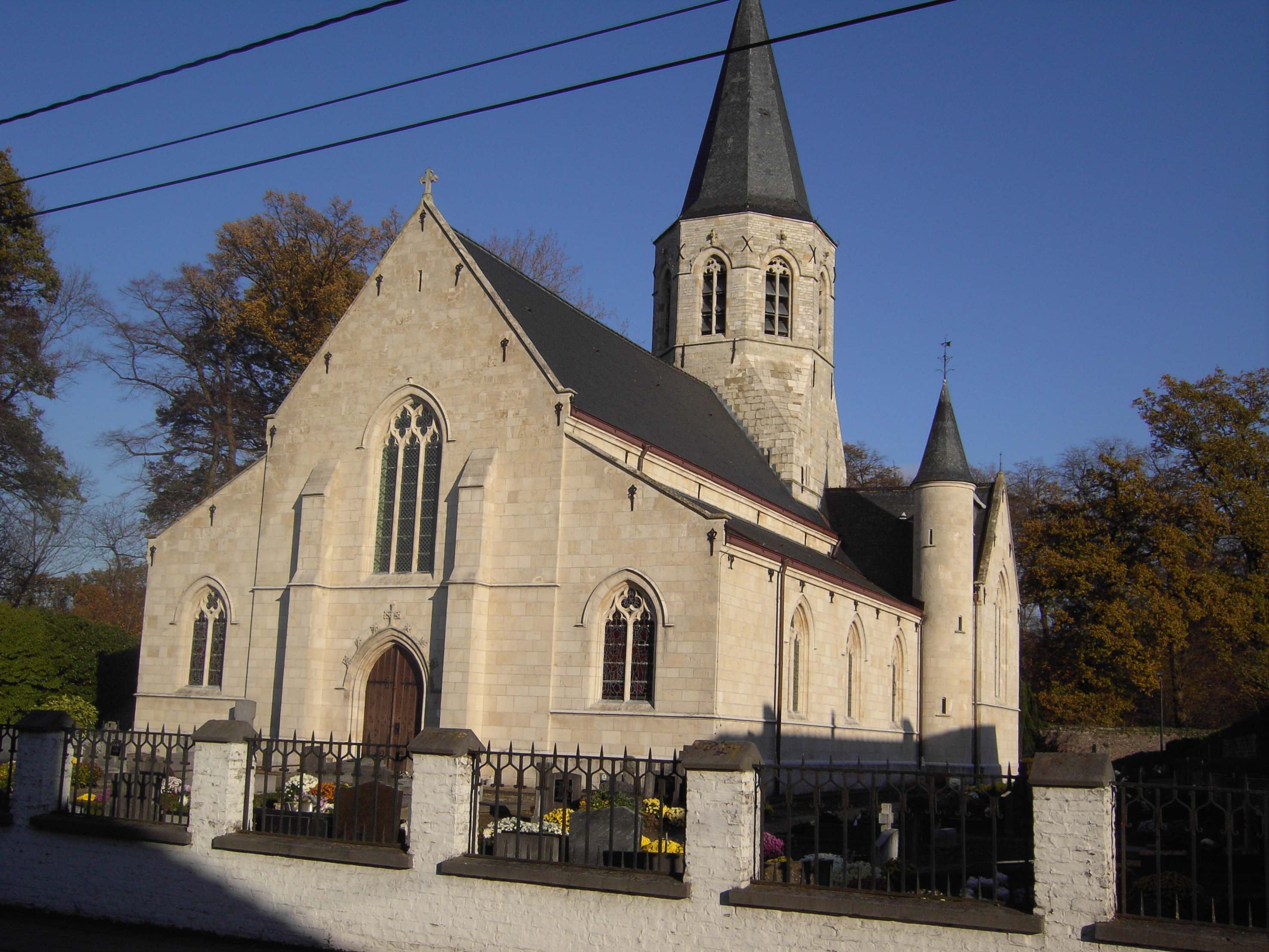
L'église Saint Martin.

- L'église gothique Saint-Martin datant du 14e et 15e siècles, a été agrandie aux 16e et 19e siècles et reconstruite entre 2000 et 2006. L'église a une tour forte rectangulaire.

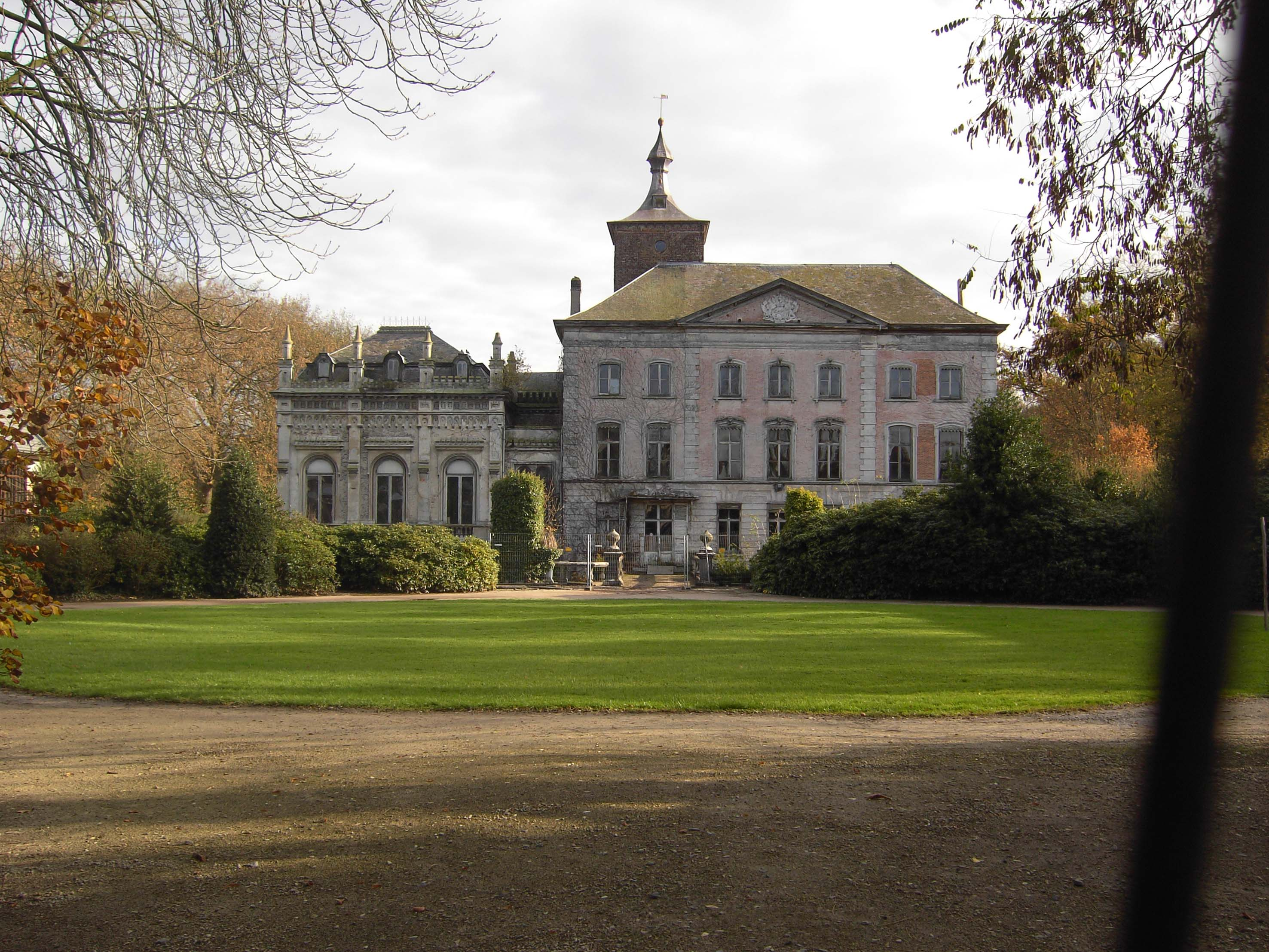
Château Borgwal

- Le Château Baroque Borgwal. Il est dans un état vide et délabré. Mais au sein de l'immense zone fortifiée, les nouveaux bâtiments des Frères de la Charité sont responsables pour le soin des personnes handicapées mentales.

## Personnes connues
- Henri De Cocker, peintre
- Comte Dorsan Goethals, ancien habitant du château Borgwal